# 2000-es Le Mans-i 24 órás verseny

A 68. Le Mans-i 24 órás versenyt 2000. június 17. és június 18. között rendezték meg.

## Végeredmény
| Helyezés | Kategória | Rajt- szám | Csapat                                     | Versenyző                                                   | Modell                           | Gumi | Körök |
| Helyezés | Kategória | Rajt- szám | Csapat                                     | Versenyző                                                   | Motor                            | Gumi | Körök |
| -------- | --------- | ---------- | ------------------------------------------ | ----------------------------------------------------------- | -------------------------------- | ---- | ----- |
| 1        | LMP900    | 8          | Audi Sport Team Joest                      | Frank Biela Tom Kristensen Emanuele Pirro                   | Audi R8                          | M    | 368   |
| 1        | LMP900    | 8          | Audi Sport Team Joest                      | Frank Biela Tom Kristensen Emanuele Pirro                   | Audi 3.6L Turbo V8               | M    | 368   |
| 2        | LMP900    | 9          | Audi Sport Team Joest                      | Laurent Aïello Allan McNish Stéphane Ortelli                | Audi R8                          | M    | 367   |
| 2        | LMP900    | 9          | Audi Sport Team Joest                      | Laurent Aïello Allan McNish Stéphane Ortelli                | Audi 3.6L Turbo V8               | M    | 367   |
| 3        | LMP900    | 7          | Audi Sport Team Joest                      | Christian Abt Michele Alboreto Rinaldo Capello              | Audi R8                          | M    | 365   |
| 3        | LMP900    | 7          | Audi Sport Team Joest                      | Christian Abt Michele Alboreto Rinaldo Capello              | Audi 3.6L Turbo V8               | M    | 365   |
| 4        | LMP900    | 16         | Pescarolo Sport                            | Olivier Grouillard Sébastien Bourdais Emmanuel Clerico      | Courage C52                      | M    | 344   |
| 4        | LMP900    | 16         | Pescarolo Sport                            | Olivier Grouillard Sébastien Bourdais Emmanuel Clerico      | Peugeot A32 3.2L Turbo V6        | M    | 344   |
| 5        | LMP900    | 12         | Panoz Motorsports                          | Johnny O'Connell Hiroki Katoh Pierre-Henri Raphanel         | Panoz LMP-1 Roadster-S           | M    | 342   |
| 5        | LMP900    | 12         | Panoz Motorsports                          | Johnny O'Connell Hiroki Katoh Pierre-Henri Raphanel         | Élan 6L8 6.0L V8                 | M    | 342   |
| 6        | LMP900    | 23         | TV Asahi Team Dragon                       | Szuzuki Tosio Masami Kageyama Masahiko Kageyama             | Panoz LMP-1 Roadster-S           | M    | 340   |
| 6        | LMP900    | 23         | TV Asahi Team Dragon                       | Szuzuki Tosio Masami Kageyama Masahiko Kageyama             | Élan 6L8 6.0L V8                 | M    | 340   |
| 7        | GTS       | 51         | Viper Team Oreca                           | Dominique Dupuy Olivier Beretta Karl Wendlinger             | Chrysler Viper GTS-R             | M    | 333   |
| 7        | GTS       | 51         | Viper Team Oreca                           | Dominique Dupuy Olivier Beretta Karl Wendlinger             | Chrysler 8.0L V10                | M    | 333   |
| 8        | LMP900    | 22         | TV Asahi Team Dragon                       | Keiichi Tsuchiya Akira Iida Masahiko Kondo                  | Panoz LMP-1 Roadster-S           | M    | 330   |
| 8        | LMP900    | 22         | TV Asahi Team Dragon                       | Keiichi Tsuchiya Akira Iida Masahiko Kondo                  | Élan 6L8 6.0L V8                 | M    | 330   |
| 9        | GTS       | 53         | Viper Team Oreca                           | David Donohue Ni Amorim Anthony Beltoise                    | Chrysler Viper GTS-R             | M    | 328   |
| 9        | GTS       | 53         | Viper Team Oreca                           | David Donohue Ni Amorim Anthony Beltoise                    | Chrysler 8.0L V10                | M    | 328   |
| 10       | GTS       | 64         | Corvette Racing                            | Franck Fréon Andy Pilgrim Kelly Collins                     | Chevrolet Corvette C5-R          | G    | 327   |
| 10       | GTS       | 64         | Corvette Racing                            | Franck Fréon Andy Pilgrim Kelly Collins                     | Chevrolet LS7R 7.0L V8           | G    | 327   |
| 11       | GTS       | 63         | Corvette Racing                            | Chris Kneifel Ron Fellows Justin Bell                       | Chevrolet Corvette C5-R          | G    | 326   |
| 11       | GTS       | 63         | Corvette Racing                            | Chris Kneifel Ron Fellows Justin Bell                       | Chevrolet LS7R 7.0L V8           | G    | 326   |
| 12       | GTS       | 52         | Viper Team Oreca                           | Tommy Archer Marc Duez Patrick Huisman                      | Chrysler Viper GTS-R             | M    | 324   |
| 12       | GTS       | 52         | Viper Team Oreca                           | Tommy Archer Marc Duez Patrick Huisman                      | Chrysler 8.0L V10                | M    | 324   |
| 13       | GTS       | 57         | Carsport Holland                           | Mike Hezemans David Hart Hans Hugenholtz                    | Chrysler Viper GTS-R             | M    | 317   |
| 13       | GTS       | 57         | Carsport Holland                           | Mike Hezemans David Hart Hans Hugenholtz                    | Chrysler 8.0L V10                | M    | 317   |
| 14       | GTS       | 60         | Konrad Motorsport                          | Charles Slater Tommy Kendall Jürgen von Gartzen             | Porsche 911 GT2                  | D    | 317   |
| 14       | GTS       | 60         | Konrad Motorsport                          | Charles Slater Tommy Kendall Jürgen von Gartzen             | Porsche 3.8L Turbo Flat-6        | D    | 317   |
| 15       | LMP900    | 11         | Panoz Motorsports                          | David Brabham Jan Magnussen Mario Andretti                  | Panoz LMP-1 Roadster-S           | M    | 315   |
| 15       | LMP900    | 11         | Panoz Motorsports                          | David Brabham Jan Magnussen Mario Andretti                  | Élan 6L8 6.0L V8                 | M    | 315   |
| 16       | GT        | 73         | Team Taisan Advan                          | Hideo Fukuyama Atsushi Yogo Bruno Lambert                   | Porsche 911 GT3-R                | Y    | 310   |
| 16       | GT        | 73         | Team Taisan Advan                          | Hideo Fukuyama Atsushi Yogo Bruno Lambert                   | Porsche 3.6L Flat-6              | Y    | 310   |
| 17       | GT        | 82         | Skea Racing International                  | Johnny Mowlem David Murry Sascha Maassen                    | Porsche 911 GT3-R                | P    | 304   |
| 17       | GT        | 82         | Skea Racing International                  | Johnny Mowlem David Murry Sascha Maassen                    | Porsche 3.6L Flat-6              | P    | 304   |
| 18       | GT        | 76         | Seikel Motorsport                          | Max Cohen-Olivar Michel Neugarten Anthony Burgess           | Porsche 911 GT3-R                | D    | 302   |
| 18       | GT        | 76         | Seikel Motorsport                          | Max Cohen-Olivar Michel Neugarten Anthony Burgess           | Porsche 3.6L Flat-6              | D    | 302   |
| 19       | LMP900    | 3          | Team DAMS                                  | Eric Bernard Emmanuel Collard Franck Montagny               | Cadillac Northstar LMP           | P    | 300   |
| 19       | LMP900    | 3          | Team DAMS                                  | Eric Bernard Emmanuel Collard Franck Montagny               | Cadillac Northstar 4.0L Turbo V8 | P    | 300   |
| 20       | LMP900    | 6          | Mopar Team Oreca                           | Didier Theys Jeffrey van Hooydonk Didier André              | Reynard 2KQ-LM                   | M    | 292   |
| 20       | LMP900    | 6          | Mopar Team Oreca                           | Didier Theys Jeffrey van Hooydonk Didier André              | Chrysler Mopar 6.0L V8           | M    | 292   |
| 21       | LMP900    | 1          | Team Cadillac                              | Franck Lagorce Butch Leitzinger Andy Wallace                | Cadillac Northstar LMP           | P    | 291   |
| 21       | LMP900    | 1          | Team Cadillac                              | Franck Lagorce Butch Leitzinger Andy Wallace                | Cadillac Northstar 4.0L Turbo V8 | P    | 291   |
| 22       | LMP900    | 2          | Team Cadillac                              | Wayne Taylor Max Angelelli Eric van de Poele                | Cadillac Northstar LMP           | P    | 287   |
| 22       | LMP900    | 2          | Team Cadillac                              | Wayne Taylor Max Angelelli Eric van de Poele                | Cadillac Northstar 4.0L Turbo V8 | P    | 287   |
| 23       | GT        | 79         | Perspective Racing                         | Thierry Perrier Jean-Louis Ricci Romano Ricci               | Porsche 911 GT3-R                | P    | 286   |
| 23       | GT        | 79         | Perspective Racing                         | Thierry Perrier Jean-Louis Ricci Romano Ricci               | Porsche 3.6L Flat-6              | P    | 286   |
| 24       | GT        | 80         | M1 Club-Renstal Excelsior                  | Philippe Verellen Rudi Penders Kurt Dujardyn                | Porsche 911 GT3-R                | P    | 285   |
| 24       | GT        | 80         | M1 Club-Renstal Excelsior                  | Philippe Verellen Rudi Penders Kurt Dujardyn                | Porsche 3.6L Flat-6              | P    | 285   |
| 25       | LMP675    | 32         | Multimatic Motorsports                     | Scott Maxwell John Graham Greg Wilkins                      | Lola B2K/40                      | P    | 274   |
| 25       | LMP675    | 32         | Multimatic Motorsports                     | Scott Maxwell John Graham Greg Wilkins                      | Nissan (AER) VQL 3.0L V6         | P    | 274   |
| 26       | LMP675    | 36         | Rachel Welter                              | Richard Balandras Yojiro Terada Sylvain Boulay              | WR LMP                           | M    | 266   |
| 26       | LMP675    | 36         | Rachel Welter                              | Richard Balandras Yojiro Terada Sylvain Boulay              | Peugeot 2.0L Turbo I4            | M    | 266   |
| 27       | GT        | 75         | Manthey Racing Gunnar Racing               | Michael Brockman Mike Lauer Gunnar Jeannette                | Porsche 911 GT3-R                | D    | 261   |
| 27       | GT        | 75         | Manthey Racing Gunnar Racing               | Michael Brockman Mike Lauer Gunnar Jeannette                | Porsche 3.6L Flat-6              | D    | 261   |
| 28 Hn    | LMP900    | 10         | Team Den Blå Avis                          | John Nielsen Mauro Baldi Klaus Graf                         | Panoz LMP-1 Roadster-S           | P    | 205   |
| 28 Hn    | LMP900    | 10         | Team Den Blå Avis                          | John Nielsen Mauro Baldi Klaus Graf                         | Élan 6L8 6.0L V8                 | P    | 205   |
| 29 Kiz†  | GT        | 83         | Dick Barbour Racing                        | Dirk Müller Lucas Luhr Bob Wollek                           | Porsche 911 GT3-R                | M    | 319   |
| 29 Kiz†  | GT        | 83         | Dick Barbour Racing                        | Dirk Müller Lucas Luhr Bob Wollek                           | Porsche 3.6L Flat-6              | M    | 319   |
| 30 Kie   | GTS       | 59         | Freisinger Motorsport                      | Wolfgang Kaufmann Yukihiro Hane Katsunori Iketani           | Porsche 911 GT2                  | D    | 313   |
| 30 Kie   | GTS       | 59         | Freisinger Motorsport                      | Wolfgang Kaufmann Yukihiro Hane Katsunori Iketani           | Porsche 3.8L Turbo Flat-6        | D    | 313   |
| 31 Kie   | GT        | 81         | Haberthur Racing                           | Gabrio Rosa Michel Ligonnet Fabio Babini                    | Porsche 911 GT3-R                | P    | 310   |
| 31 Kie   | GT        | 81         | Haberthur Racing                           | Gabrio Rosa Michel Ligonnet Fabio Babini                    | Porsche 3.6L Flat-6              | P    | 310   |
| 32 Kie   | LMP900    | 17         | SMG Compétition                            | Philippe Gache Gary Formato Didier Cottaz                   | Courage C60                      | P    | 219   |
| 32 Kie   | LMP900    | 17         | SMG Compétition                            | Philippe Gache Gary Formato Didier Cottaz                   | Judd GV4 4.0L V10                | P    | 219   |
| 33 Kie   | GTS       | 56         | Team Goh Chamberlain Engineering           | Walter Brun Toni Seiler Christian Gläsel                    | Chrysler Viper GTS-R             | M    | 210   |
| 33 Kie   | GTS       | 56         | Team Goh Chamberlain Engineering           | Walter Brun Toni Seiler Christian Gläsel                    | Chryser 8.0L V10                 | M    | 210   |
| 34 Kie   | GTS       | 54         | Paul Belmondo Racing                       | Boris Derichebourg Guy Martinolle Jean-Claude Lagniez       | Chrysler Viper GTS-R             | D    | 180   |
| 34 Kie   | GTS       | 54         | Paul Belmondo Racing                       | Boris Derichebourg Guy Martinolle Jean-Claude Lagniez       | Chrysler 8.0L V10                | D    | 180   |
| 35 Kie   | LMP900    | 15         | Thomas Bscher Promotion David Price Racing | Dr. Thomas Bscher Geoff Lees Jean-Marc Gounon               | BMW V12 LM                       | G    | 180   |
| 35 Kie   | LMP900    | 15         | Thomas Bscher Promotion David Price Racing | Dr. Thomas Bscher Geoff Lees Jean-Marc Gounon               | BMW S70 6.0L V12                 | G    | 180   |
| 36 Kie   | LMP675    | 35         | Gerard Welter                              | Xavier Pompidou Stéphane Daoudi Jean-Bernard Bouvet         | WR LMP                           | M    | 169   |
| 36 Kie   | LMP675    | 35         | Gerard Welter                              | Xavier Pompidou Stéphane Daoudi Jean-Bernard Bouvet         | Peugeot 2.0L Turbo I4            | M    | 169   |
| 37 Kie   | LMP900    | 21         | Team Rafanelli SRL                         | Domenico Schiattarella Didier de Radigues Emanuele Naspetti | Lola B2K/10                      | M    | 154   |
| 37 Kie   | LMP900    | 21         | Team Rafanelli SRL                         | Domenico Schiattarella Didier de Radigues Emanuele Naspetti | Judd GV4 4.0L V10                | M    | 154   |
| 38 Kie   | LMP900    | 24         | Johansson-Matthews Racing                  | Stefan Johansson Guy Smith Jim Matthews                     | Reynard 2KQ-LM                   | Y    | 133   |
| 38 Kie   | LMP900    | 24         | Johansson-Matthews Racing                  | Stefan Johansson Guy Smith Jim Matthews                     | Judd GV4 4.0L V10                | Y    | 133   |
| 39 Kie   | GT        | 72         | Repsol Racing Engineering                  | Tomas Saldaña Jesús Diez Villaroel Giovanni Lavaggi         | Porsche 911 GT3-R                | D    | 78    |
| 39 Kie   | GT        | 72         | Repsol Racing Engineering                  | Tomas Saldaña Jesús Diez Villaroel Giovanni Lavaggi         | Porsche 3.6L Flat-6              | D    | 78    |
| 40 Kie   | LMP675    | 34         | Racing Organisation Course (ROC)           | Jordi Gené Jean-Christophe Boullion Jérôme Policand         | Reynard 2KQ-LM                   | M    | 72    |
| 40 Kie   | LMP675    | 34         | Racing Organisation Course (ROC)           | Jordi Gené Jean-Christophe Boullion Jérôme Policand         | Volkswagen HPT16 2.0L Turbo I4   | M    | 72    |
| 41 Kie   | LMP675    | 33         | Racing Organisation Course (ROC)           | Ralf Kelleners David Terrien Jean-Denis Délétraz            | Reynard 2KQ-LM                   | M    | 44    |
| 41 Kie   | LMP675    | 33         | Racing Organisation Course (ROC)           | Ralf Kelleners David Terrien Jean-Denis Délétraz            | Volkswagen HPT16 2.0L Turbo I4   | M    | 44    |
| 42 Kie   | LMP900    | 20         | Konrad Motorsport Racing for Holland       | Jan Lammers Tom Coronel Peter Kox                           | Lola B2K/10                      | D    | 38    |
| 42 Kie   | LMP900    | 20         | Konrad Motorsport Racing for Holland       | Jan Lammers Tom Coronel Peter Kox                           | Ford (Roush) 6.0L V8             | D    | 38    |
| 43 Kie   | GT        | 77         | Larbre Compétition                         | Patrice Goueslard Christophe Bouchut Jean-Luc Chereau       | Porsche 911 GT3-R                | M    | 34    |
| 43 Kie   | GT        | 77         | Larbre Compétition                         | Patrice Goueslard Christophe Bouchut Jean-Luc Chereau       | Porsche 3.6L Flat-6              | M    | 34    |
| 44 Kie   | GT        | 78         | BBA Compétition                            | Jean-Luc Maury-Laribière Bernard Chauvin Angelo Zadra       | Porsche 911 GT3-R                | D    | 32    |
| 44 Kie   | GT        | 78         | BBA Compétition                            | Jean-Luc Maury-Laribière Bernard Chauvin Angelo Zadra       | Porsche 3.6L Flat-6              | D    | 32    |
| 45 Kie   | LMP675    | 30         | Didier Bonnet                              | Patrick Lemarié Jean-Francois Yvon Yann Goudy               | Debora LMP200                    | A    | 24    |
| 45 Kie   | LMP675    | 30         | Didier Bonnet                              | Patrick Lemarié Jean-Francois Yvon Yann Goudy               | BMW S50 3.0L I6                  | A    | 24    |
| 46 Kie   | GT        | 71         | Michael Colucci Racing                     | Shane Lewis Cort Wagner Bob Mazzuoccola                     | Porsche 911 GT3-R                | M    | 22    |
| 46 Kie   | GT        | 71         | Michael Colucci Racing                     | Shane Lewis Cort Wagner Bob Mazzuoccola                     | Porsche 3.6L Flat-6              | M    | 22    |
| 47 Kie   | LMP900    | 4          | Team DAMS                                  | Marc Goossens Christophe Tinseau Kristian Kolby             | Cadillac Northstar LMP           | P    | 4     |
| 47 Kie   | LMP900    | 4          | Team DAMS                                  | Marc Goossens Christophe Tinseau Kristian Kolby             | Cadillac Northstar 4.0L Turbo V8 | P    | 4     |
| 48 Kie   | LMP900    | 5          | Mopar Team Oreca                           | Yannick Dalmas Nicolas Minassian Jean-Philippe Belloc       | Reynard 2KQ-LM                   | M    | 1     |
| 48 Kie   | LMP900    | 5          | Mopar Team Oreca                           | Yannick Dalmas Nicolas Minassian Jean-Philippe Belloc       | Chrysler Mopar 6.0L V8           | M    | 1     |

† A Dick Barbour Racing-et a versenyt követő vizsgálat után kizárták szabálytalan méretü üzemanyag-tartály használata miatt.
- Kie = Kiesett
- Hn = Helyezés nélkül